# Gouvernement Kaluga

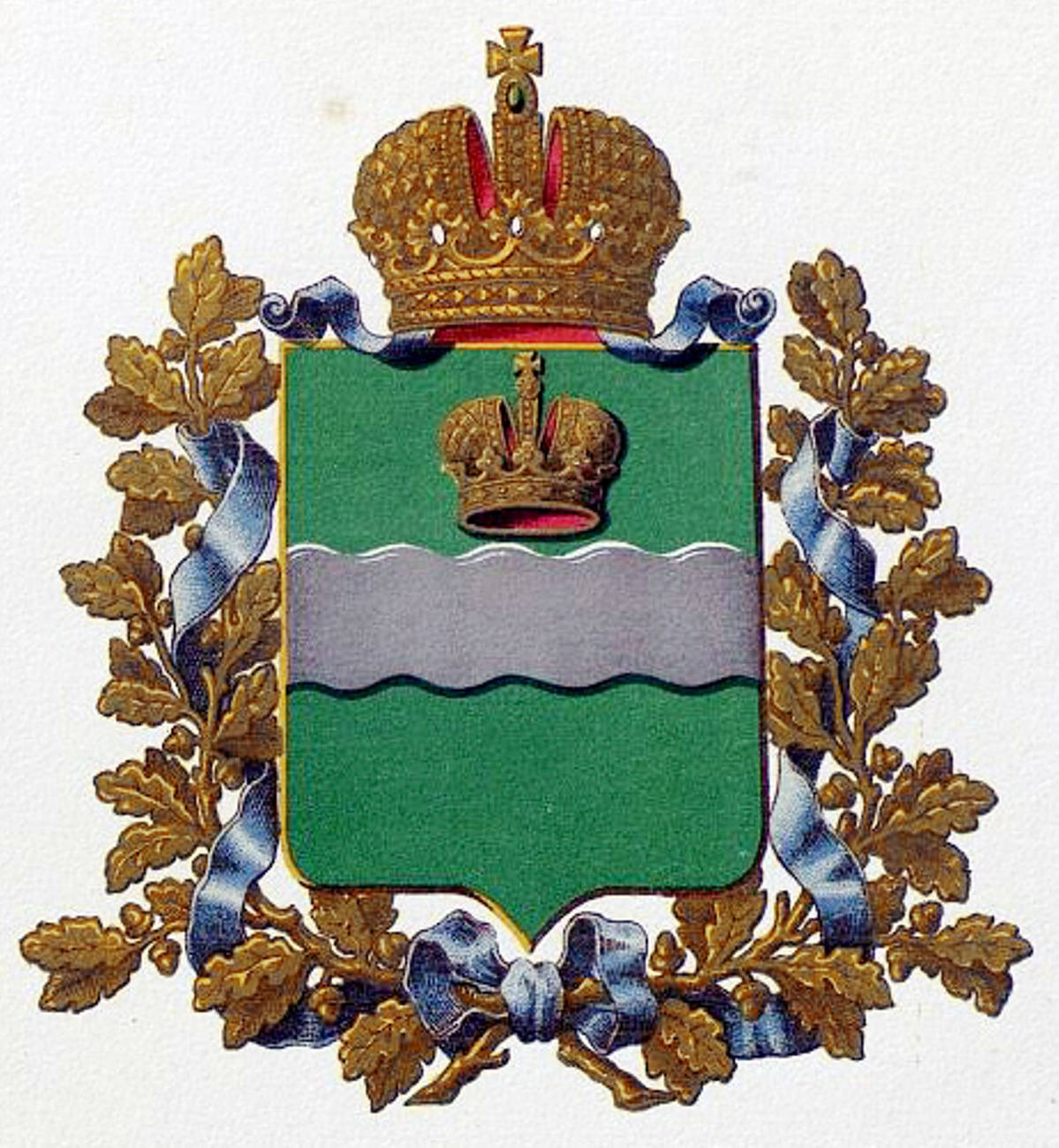
Wappen des Gouvernements

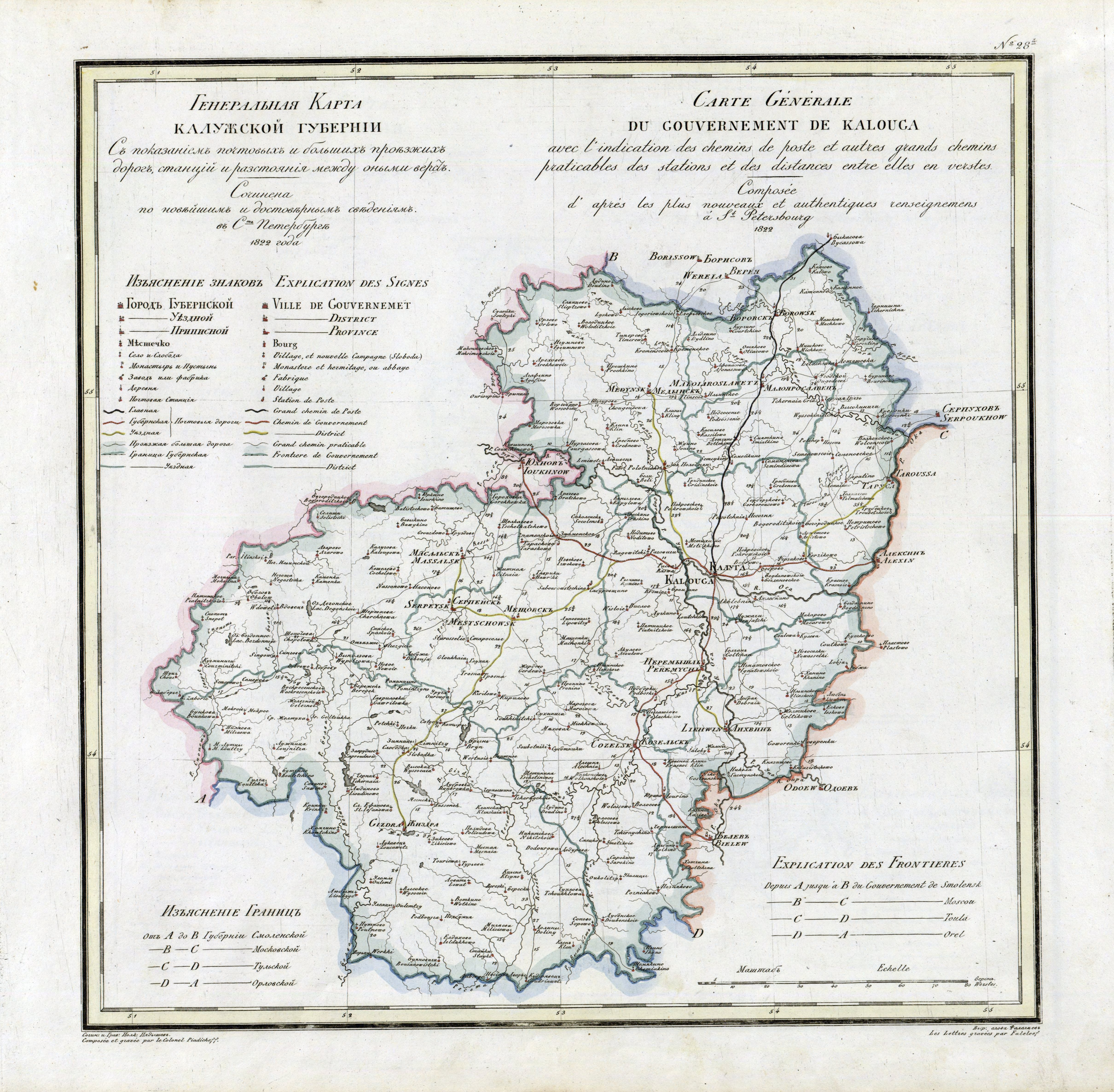
Karte aus dem Jahr 1822 (Russisch-Französisch)

Das Gouvernement Kaluga (russisch Калужская губерния/Kalushskaja gubernija) war eine Verwaltungseinheit des Russischen Kaiserreichs und der Russischen SFSR, gelegen im Zentrum des Europäischen Russland. Es bestand von 1796 bis 1929. Die Hauptstadt war Kaluga. Das Gouvernement grenzte im Norden an das Gouvernement Moskau, im Osten an das Gouvernement Tula, im Süden an das Gouvernement Orjol und im Westen an das Gouvernement Smolensk.

## Geschichte
Das Gouvernement wurde 1796 aus der Statthalterschaft Kaluga gebildet. Das Gouvernement Kaluga bestand noch bis 1929 als Teil der Russischen SFSR der Sowjetunion. Nach der Auflösung wurde sein Territorium den neuen Verwaltungseinheiten Westliche Oblast und Oblast Moskau zugeschlagen.

## Umfang
Bei der ersten russischen Volkszählung im Jahre 1897 wurden auf 27.177 Quadratwerst (= 30.929 km²) 1.132.843 Einwohner gezählt (36,6/km²). Die Bevölkerung bestand zu über 99 % aus Russen und ca. 8 % wohnten in Städten. Die Hauptstadt Kaluga zählte 49.513 Einwohner.
Im Jahre 1926 umfasste das Gouvernement 25.860 km² mit 1.151.591 Einwohnern (44,5/km²). 

## Gliederung
Seit 1802 bestanden 11 Ujesde:
- Borowsk (1924 aufgelöst)
- Schisdra (1920 zum Gouvernement Brjansk)
- Kaluga
- Koselsk (1927 aufgelöst)
- Lichwin
- Malojaroslawez
- Medyn (1927 aufgelöst)
- Meschtschowsk (1927 aufgelöst)
- Mosalsk
- Peremyschl (1924 aufgelöst)
- Tarussa (1927 aufgelöst)

Die Ujesde waren seit 1861 in Wolosti aufgeteilt. Diese wurden in den 1920er Jahren wieder aufgelöst.
1921 wurde der Ujesd Spas-Demensk und 1927 die Ujesde Mjatlewo und Suchinitschi gebildet. 1922 wurde der Ujesd Juchnow vom Gouvernement Smolensk zugeteilt (1927 aufgelöst).